# Simply Red
I Simply Red sono un gruppo musicale pop soul britannico fondato nella prima metà degli anni ottanta da Mick Hucknall e due ex componenti della band dei Durutti Column: Anthony Bowers e Chris Joyce.
In venticinque anni di carriera hanno venduto circa 55 milioni di dischi. Nel 2009 si sono sciolti in occasione del venticinquesimo anniversario di carriera, per riunirsi poi nel 2014. Durante la loro carriera hanno piazzato diversi singoli ai vertici delle classifiche mondiali inclusi Holding Back the Years e If You Don't Know Me by Now, che hanno raggiunto il primo posto nella classifica statunitense Billboard Hot 100. Il loro quarto lavoro in studio, Stars (1991), è nella lista degli album più venduti di sempre nel Regno Unito.

## Storia

### Nascita
Ispirato da un concerto dei Sex Pistols, tenutosi a Manchester, nel 1976 lo studente d'arte Mick Hucknall decise, all'età di 15 anni, di affrontare la carriera di esecutore musicale; nel giro di pochi anni si cimentò per la prima volta in questo ruolo, cantando in un gruppo punk chiamato The Frantic Elevators. Hucknall cercò di persuadere diverse etichette locali a pubblicare il materiale degli Elevators, tuttavia il giovane gruppo si sciolse nel 1984; il loro unico successo è stato l'ultimo singolo: Holding Back the Years, portata poi al grande successo internazionale dai Simply Red.

### Primordi
Capendo che la sua potente voce poteva ancora essere fonte di grandi fortune, Hucknall assunse il suo primo manager, Elliot Rashman, che aveva grande entusiasmo per le potenzialità di Hucknall. Agli inizi del 1985 avevano già creato un gruppo composto da musicisti di alto profilo, componendo brani che interessarono diverse major discografiche. Adottarono il nome Simply Red (nomignolo di Hucknall, che denota il colore dei suoi capelli) e sottoscrissero un contratto con l'etichetta Elektra. Cominciarono immediatamente a provare e ben presto registrarono del materiale e, nonostante la band fosse già delineata, questo periodo finì con l'essere piuttosto turbolento: diversi artisti che contribuirono allo sviluppo dei Simply Red furono ripagati con insuccessi, e si generarono sentimenti di amarezza e di rivalsa, che in alcuni casi regalarono ad Hucknall la reputazione di operatore spietato.

### L'esordio:Picture Book
Il gruppo esordisce con Fritz McIntyre alle tastiere, Chris Joyce alla batteria, David Fryman alla chitarra e Tony Bowers al basso. Il loro primo singolo fu Money's Too Tight (to Mention) nel 1985, una Top 20 nella classifica britannica e soprattutto una Top 5 in Italia; questa canzone è una cover del brano soul dei The Valentine Brothers, uscito pochi anni prima. La potenza vocale di Mick e l'energia della band elesse i Simply Red come «gruppo da tenere sotto osservazione». Dopo l'uscita del singolo e del relativo video, Mick licenzia Fryman. Entrano nella band Tim Kellett (tastierista, trombettista, percussionista), ex turnista dei Durutti Column, e il chitarrista Sylvan Richardson.
Una successiva serie di flop (Come to My Aid - UK numero 66, Holding Back the Years - UK numero 56, Jericho - UK numero 53) fu arrestata un anno dopo, quando Holding Back the Years, un riarrangiamento del brano dei vecchi Frantic Elevators, arrivò in testa alla U.S. Chart. Fu poi ripubblicata anche in Gran Bretagna e questa volta raggiunse il numero 2. Subito i Simply Red furono incoronati star, e il loro album di debutto, Picture Book (1985), fu su tutti gli scaffali dei negozi di musica del mondo. L'immagine di Hucknall come ultimo Oliver Twist, con un bastone da passeggio, maglione di lana ed un berretto di stoffa a coprire una «scopetta» sregolata di rossi capelli, fu abbastanza distintiva, ma presto sembrò inappropriata per il disco di platino che seguì. Per il tour vengono arruolati il sassofonista Ian Kirkham e la corista Janette Sewell.

### Men and Women

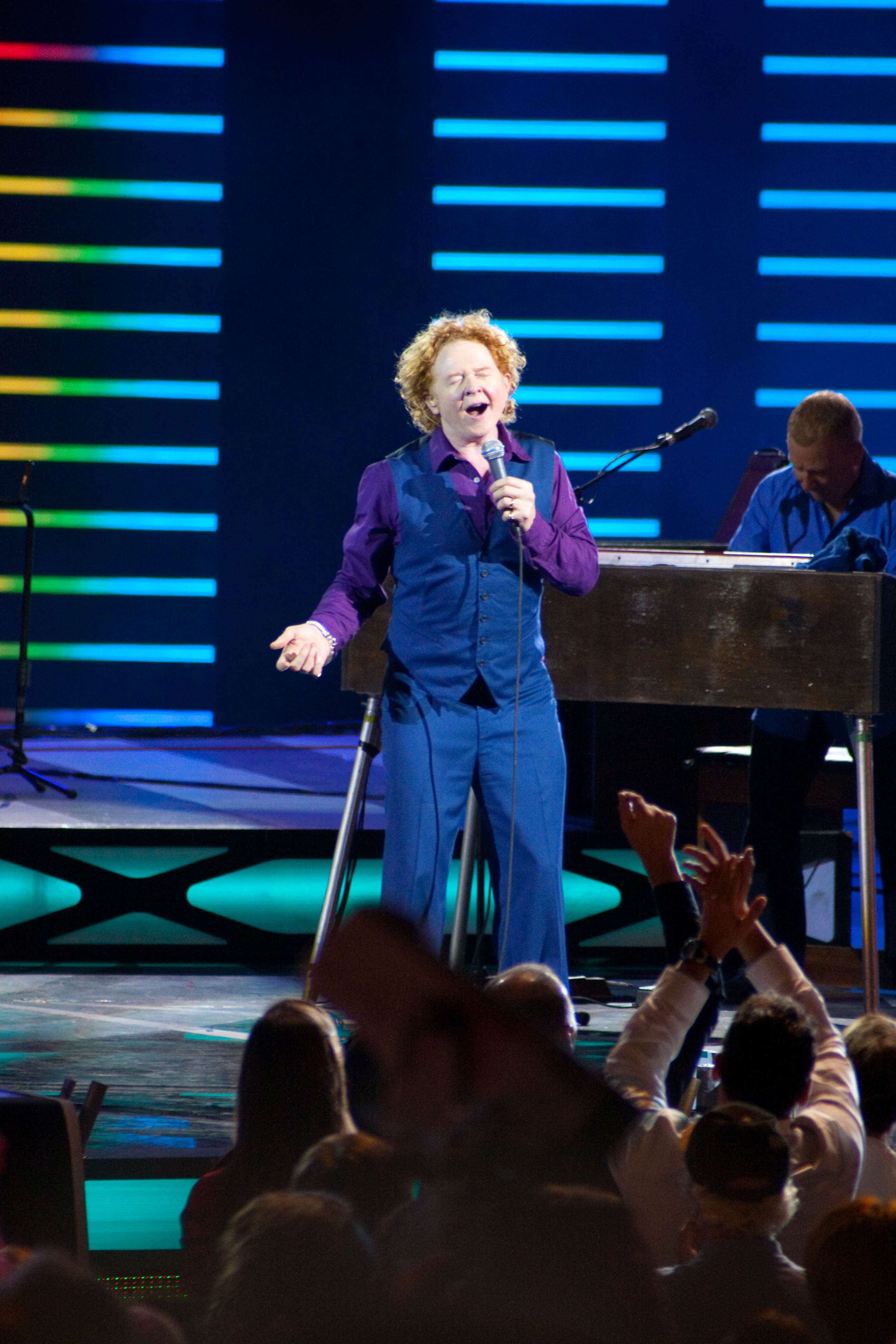
Il cantante Mick Hucknall

Per il secondo album, Men and Women (1987), fu adottato uno stile più sobrio: cappelli, bombetta e completi colorati rimpiazzarono il look da straccione. Anche la musica cambiò, con l'introspezione sociale commentativa del loro debutto rimpiazzata da una sonorità soul funky più audace. Fu in questo periodo che Hucknall divenne un bersaglio per la stampa popolare, la quale, piombando sulle suggestive parole della hit The Right Thing, liquidò le sue sortite «amorose» in pochi, violenti articoli, tracciando i primi segni di un'immagine dell'artista come uno spaccone libertino. A dispetto della cattiva stampa, e della cruenta critica, Men and Women vendette abbastanza per tenere la band a galla. Ci furono però dei cambiamenti nella formazione: a metà anno il chitarrista Sylvan Richardson lascia la band e viene rimpiazzato da Aziz Ibrahim che resterà solo un anno. Lo si può vedere nel video live girato in Brasile per il singolo I Won't Feel Bad, agli inizi del 1988. A sua volta, sarà poi sostituito da Heitor Teixeira Pereira (Heitor TP) a luglio di quell'anno. Anche la corista Janette Sewell andrà via proprio nello stesso periodo.

### A New Flame
Prima di iniziare i lavori sul terzo album, Hucknall prese una decisione: mettere in un unico album tutta musica di qualità mirata alla massa, piuttosto che continuare l'infruttuosa via della credibilità. Nell'album A New Flame (1989) le sonorità dei Simply Red diventano morbide e classiche, perfettamente illustrate dalla reinterpretazione del brano di Harold Melvin, If You Don't Know Me By Now, che raggiunse la prima posizione nelle classifiche degli Stati Uniti e uno dei singoli più ascoltati al mondo in quell'anno. Dopo questo tipo di successo, il punto di non ritorno venne oltrepassato. Hucknall cominciò ad essere ripreso con le più belle donne e corteggiato dalle celebrità di Hollywood, e i Simply Red si ritrovarono fermamente al posto di superstar. La corista del tour è Dolly James e resterà fino al concerto di chiusura del marzo 1990, in Inghilterra, che poi uscirà in video col titolo Let Me Take You Home. Curiosa l'assenza di Heitor T. Pereira nel video del singolo A New Flame, la title track del long playing.

### Stars
Nel 1991, Hucknall si dichiarò un cittadino europeo ed ammise finalmente che i Simply Red fossero essenzialmente un progetto solista. Infatti, non ci pensò due volte a licenziare il batterista Chris Joyce per rimpiazzarlo con il programmatore Gota Yashiki, nel marzo di quell'anno; stessa cosa toccò al bassista Tony Bowers, che pochissimo tempo dopo fu tolto dalla formazione per essere sostituito da Shaun Ward, che il produttore Stewart Levine aveva conosciuto anni prima, per un lavoro con gli Everyday People. Sorte positiva invece nei confronti del sassofonista Ian Kirkham, che viene fatto entrare come membro ufficiale, dopo essere stato solo un collaboratore in studio e in tour, fin dal 1986. Per il lungo tour entrano le coriste Dee Johnson e Myllenda Lay. A margine delle grandi vendite del disco precedente, Mick era insoddisfatto poiché i maggiori successi erano arrivati da delle cover, decise quindi stavolta di firmare tutti i brani in prima persona, producendo il suo successo più articolato e ben formato della sua carriera con Stars (1991), un album sul quale Hucknall perfeziona inoltre l'arte di mascherare i testi politici in maniera tale da evitare di alienare i suoi fan più apolitici (Wonderland, una delle ballate all'interno dell'album, per esempio, è un attacco nascosto a Margaret Thatcher). Vengono estratti cinque singoli di successo, tra cui Something Got Me Started e la title track Stars. Fu uno degli album più venduti sia in Gran Bretagna che in Europa negli anni 1991 e 1992, anche se, paradossalmente, fu il loro ultimo album popolare negli Stati Uniti.

### Life
Due lunghi anni di tour e promozione seguirono Stars, ma i Simply Red tornarono più forti che mai nel 1995. Della formazione del precedente album restano solo Ian, Heitor, Fritz e la corista Dee. Tim Kellett lascia nel 1994 per creare una sua band, gli Olive. Gota Yashiki si interessa al suo lavoro solista e Shaun Ward si dedica alla produzione. Il duo giamaicano più famoso al mondo, Sly Dunbar e Robbie Shakespeare, sostituisce questi ultimi due alla batteria e al basso come ospiti speciali per l'album Life, anche se per il tour arrivano Velroy Bailey, Steve Lewinson e la corista Sarah Brown, che affianca Dee ricoprendo il ruolo lasciato vacante da Myllenda Lay. Il loro singolo Fairground stabilì nuovi record per radio, anche prima della sua emissione sul mercato. L'album vendette più di un milione di copie solo in Gran Bretagna, diventando il quarto album più venduto dell'anno. Il brano We're in This Together fu scelto come inno ufficiale del campionato europeo di calcio 1996; Mick Hucknall eseguì il brano durante la cerimonia di presentazione al Wembley Stadium di Londra. Quello stesso anno, esce il Greatest Hits, con il singolo Angel featuring Fugees. Il brano è una reinterpretazione di un successo di Aretha Franklin, e presenta delle versioni diverse tra l'edizione in vinile a 12"" e le due edizioni su cd singolo. Heitor e Fritz lasciano per proseguire progetti solisti.

### Blue

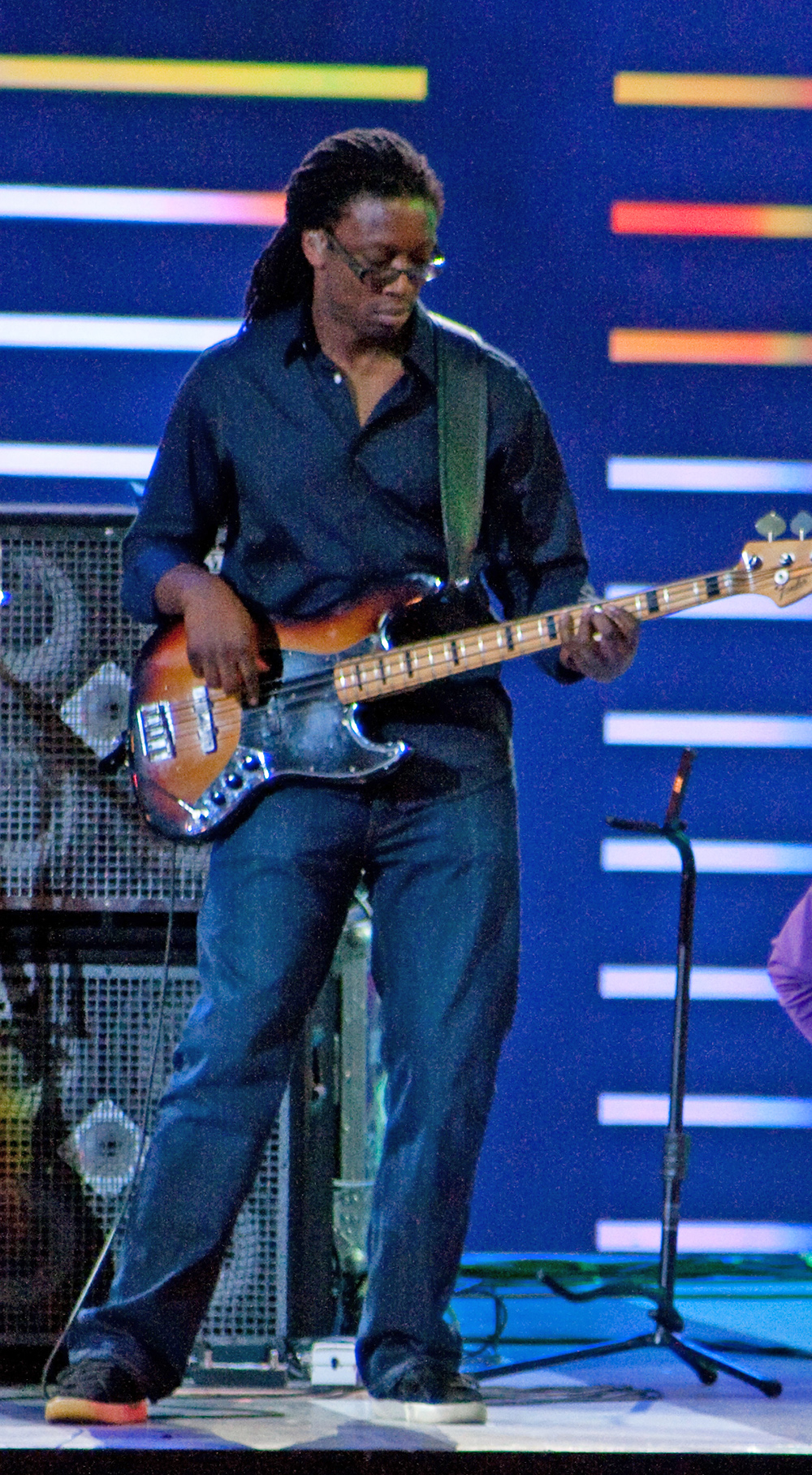
Il bassista Steve Lewinson

Nel 1997 esce Night Nurse, una vecchia canzone di Gregory Isaacs che vanta il featuring di Sly & Robbie. Blue (1998) conferma il numero 1 nella classifica inglese. Contiene otto inediti e quattro cover una delle quali proposta in due differenti versioni: The Air That I Breathe un singolo di Phil Everly degli Everly Brothers incisa nel 1973 ma che conobbe il successo l'anno seguente nella versione degli Hollies.
La produzione è nelle mani del trio AGM (Andy, Gota & Mick). Questo album infatti segna il ritorno di Gota Yashiki alla batteria e alla programmazione ed anche l'entrata di Andy Wright che aveva collaborato alla produzione di Life nel 1995. Della vecchia formazione restano Ian Kirkham, Dee Johnson e Sarah Brown. Alle chitarre arrivano Kenji Suzuki e Mark Jaimes, alla tastiera (insieme ad Andy) Tim Vine, al basso Wayne Stobbart e ai fiati John Johnson (fratello di Dee), Chris De Margary e Colin Graham. L'album vende bene in UK, ma, a causa della mancanza di materiale nuovo, perde un po' d'interesse a livello europeo, sebbene i singoli Say You Love Me, The Air That I Breathe, Ghetto Girl e To Be Free riscuotano buoni consensi ovunque.

### Love and the Russian Winter
Love and the Russian Winter esce a fine 1999 e, sebbene sia un album valido, non ottiene il consenso sperato. Prodotto nuovamente dal trio AGM, arriva al numero 6 della classifica inglese e vengono estratti due singoli soltanto: la reinterpretazione Ain't That a Lot of Love e la dolce Your Eyes, che rappresenteranno l'album all'interno del tour intitolato The Spirit of Life. Del gruppo non fanno più parte Colin Graham (sostituito da Kevin Robinson) e Tim Vine, andati via per altri impegni alla fine del Blue Tour. Nel 2000 esce la compilation It's Only Love, best di canzoni d'amore, che arriva solo al numero 28 in UK.

### Home
Dopo 4 anni di assenza, ecco che nel 2003 tornano con un lavoro inedito. Il singolo Sunrise, tratto da Home, porta nuovamente i Simply Red in auge, sia a livello d'interesse sia a livello di vendite commerciali. L'album arriva al numero 2 in UK e contiene alcune reinterpretazioni, ma anche brani originali scritti da Mick e dal gruppo stesso. Notevole la scelta di far uscire come secondo singolo Fake, anche nella versione remixata non presente nell'album che la rende ancora più intrigante e ballabile. You Make Me Feel Brand New viene scelto come terzo singolo per fine anno e la title track Home come quarto, nella primavera successiva. Il gruppo va in tour per due anni e ottiene enorme successo e grandi riconoscimenti. Il concerto di Taormina del 24 luglio 2003 viene ripreso per il DVD Live in Sicily. L'album vede nella sua completezza realizzativa i seguenti musicisti: Mick Hucknall, Ian Kirkham, Gota Yashiki, Dee Johnson, Chris De Margary, Kevin Robinson, John Johnson, Mark Jaimes, Andy Wright, Dave Clayton, Steve Lewinson, Kenji Suzuki e Sarah Brown. Andy partecipa solo in veste di collaboratore, in quanto lascia la band per altri impegni. Terminate le registrazioni vanno via sia Mark che Gota per gli stessi motivi. Questi tre torneranno però in futuro come collaboratori. A sostituire Gota entra Pete Lewinson, fratello di Steve, e a sostituire Andy arriva Dave Clayton. Wayne Stobbart aveva lasciato già la band prima della registrazione dell'album ed era tornato Steve Lewinson.

### Simplified
Nel 2005, i Simply Red pubblicano Simplified, una collezione dei loro classici, riarrangiati acusticamente, che comprende anche il nuovo brano Perfect Love, numero 30 in UK, e il singolo doppio lato A Something Got Me Started/A Song for You, che però non entra in classifica. La band è la stessa dell'Home Tour: Mick Hucknall, Sarah Brown, Dave Clayton, Chris De Margary, Dee Johnson, John Johnson, Ian Kirkham, Pete Lewinson, Steve Lewinson, Kevin Robinson e Kenji Suzuki.

### Stay
Nel settembre 2006 viene pubblicato il singolo Oh! What a Girl! che precede di alcuni mesi l'uscita del decimo album Stay, nel marzo 2007. Il disco è anticipato anche, di una settimana, dal brano So Not Over You, che riesce a piazzarsi al secondo posto della classifica italiana, preceduto solo da Vorrei dirti che è facile di Daniele Battaglia e Brenda. La title track Stay diventa l'ultimo singolo del gruppo a conquistare la Top 100 in UK.

### Greatest hits tour e Farewell tour
Nel 2009 il gruppo tiene il Greatest hits tour 2009 che vede l'interpretazione dei successi contenuti nella raccolta Simply Red 25: The Greatest Hits. Il tour inizia in Germania, passa per l'Italia (in cui un concerto viene aperto dalla cantante Noemi) e termina in Irlanda.
Nel 2007 Mick Hucknall annunciò che avrebbe sciolto i Simply Red in occasione del loro 25º anniversario (nel 2009): il "Farewell tour" si tiene nel 2010 con date in Sud America, Asia, Australia ed Europa per concludersi con una serie di concerti tra settembre e dicembre in Inghilterra. Contestualmente all'annuncio del tour di addio è stata pubblicata una raccolta dal titolo Songs of Love che significativamente si chiude con Ev'ry Time We Say Goodbye, il brano di Cole Porter reinterpretato dai Simply Red nel 1987. A conclusione degli impegni con il gruppo Mick Hucknall proseguirà la carriera come solista.

### The Return of Simply Red - Big Love Tour 2015
Nel 2014 il sito ufficiale del gruppo annuncia il ritorno di Mick Hucknall e della band dal vivo con il Big Love Tour 2015, il cui inizio è previsto nel mese di ottobre, in occasione del loro 30º anniversario. La formazione è la stessa degli ultimi anni, con l'eccezione di Roman Roth al posto di Pete Lewinson alla batteria. Segue nel mese di maggio la pubblicazione del nuovo album di inediti Big Love. Il disco debutta al quarto posto in classifica e diventa il tredicesimo lavoro del gruppo nella Top 10 britannica.

### Blue Eyed Soul
Il 16 agosto 2019 viene annunciato il dodicesimo album, Blue Eyed Soul, anticipato dal singolo Thinking of You.
(Mick Hucknall)

## Formazione

### Formazione originale
- Mick Hucknall – voce (1985-2010, 2014-)
- David Fryman – chitarra (1985)
- Tony Bowers – basso (1985-1991)
- Chris Joyce – batteria (1985-1991)
- Fritz McIntyre – tastiere (1985-1996) (deceduto nel 2021)

### Membri aggiunti in seguito
- Tim Kellett – fiati (1985-1994)
- Sylvan Richardson – chitarra (1985-1987)
- Ian Kirkham – sassofono (1986-2010, 2014-)
- Heitor Pereira – chitarra (1988-1996)
- Shaun Ward – basso (1991-1994)
- Gota Yashiki – batteria (1991-1995, 1998-2003)
- Dee Johnson, Sarah Brown – cori
- Steve Lewinson - basso (1994-2024)
- Kenji Suzuki - chitarra (1998-2025)
- Roman Roth - batteria (2015-2025)
- Pete Lewinson - batteria (2003 - 2010)

## Discografia
- 1985 - Picture Book
- 1987 - Men and Women
- 1989 - A New Flame
- 1991 - Stars
- 1995 - Life
- 1998 - Blue
- 1999 - Love and the Russian Winter
- 2003 - Home
- 2005 - Simplified
- 2007 - Stay
- 2015 - Big Love
- 2019 - Blue Eyed Soul
- 2023 - Time